# Біла Світлана Павлівна
Світла́на Па́влівна Бі́ла (20 серпня 1966, Кам'янець-Подільський) — українська гончарка, майстриня художньої кераміки. 
Членкиня Національної спілки майстрів народного мистецтва України (1991). 
Учасниця всеукраїнських, обласних виставок.
Авторка скульптур малих форм:
- коник «Білоголов»,
- баран «Степовий»,
- куманець «Водяне царство»,
- вазочка «Роса».